# Fagiano Okayama FC
El Fagiano Okayama FC és un club de futbol japonès de la ciutat d'Okayama.

## Història
Va ser fundat l'any 1975 després que el Kawasaki Steel Mizushima FC es traslladés a Kobe, on esdevingué Vissel Kobe. El nou club fou anomenat River Free Kickers (RFK). El 2003 adoptà el nom de Fagiano Okayama. Jugà a la lliga regional de Chugoku el 2005, a la JFL a finals del 2007 i a la J. League després de la temporada 2008.

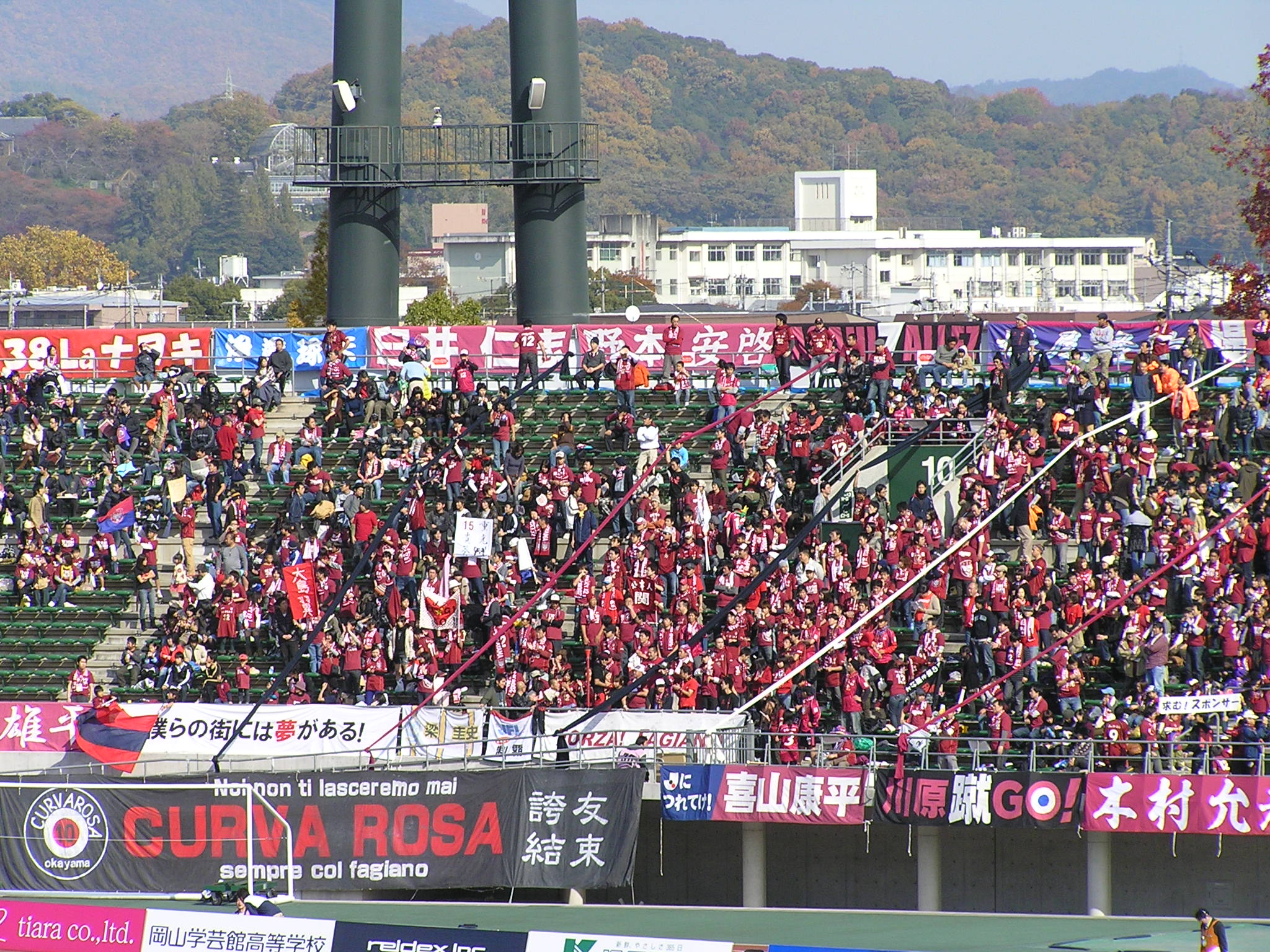
Seguidors.